# Upplands Väsby och Sollentuna
Upplands Väsby och Sollentuna – miejscowość (tätort) w Szwecji, w regionie administracyjnym (län) Sztokholm, w gminie Sollentuna.
Według danych Szwedzkiego Urzędu Statystycznego liczba ludności wyniosła: 139 606 (31 grudnia 2015), 146 102 (31 grudnia 2018) i 149 088 (31 grudnia 2019).